# 버지니아 주프레
버지니아 주프레(Virginia Giuffre, 본명: 버지니아 루이스 주프레, 결혼 전 성: 로버츠, 1983년 8월 9일 ~ 2025년 4월 25일)는 아동 성범죄자 제프리 엡스타인을 고발한 미국계 호주인이자 성매매 생존자들에게 지원을 제공한 운동가였다. 주프레는 2015년 미국에서 비영리 단체인 '피해자들은 침묵을 거부한다(Victims Refuse Silence)'를 설립했고, 이 단체는 2021년 11월 '말하고, 행동하고, 되찾자(Speak Out, Act, Reclaim, SOAR)'라는 이름으로 재출범했다. 그녀는 엡스타인과 기슬레인 맥스웰에게 인신매매를 당한 경험을 여러 미국과 영국 기자들에게 상세히 설명했다.
주프레는 엡스타인과 맥스웰을 상대로 형사 및 민사 소송을 진행했으며, 대중에게 정의와 인식 제고를 직접 호소했다. 그녀는 2015년 맥스웰을 명예훼손으로 고소했고, 이 사건은 2017년 주프레에게 유리하게 합의되었다. 2019년 7월 2일, 미국 제2순회 항소법원은 주프레가 맥스웰을 상대로 제기한 이전 민사 소송 문서의 공개를 명령했다. 주프레 소송의 첫 번째 문서는 2019년 8월 9일 공개되어 엡스타인, 맥스웰, 그리고 그들의 여러 동료들의 연루를 더욱 드러냈다. 다음 날, 엡스타인은 맨해튼 교도소에서 숨진 채 발견되었다.
2019년 10월 BBC 파노라마 인터뷰에서 주프레는 12월 2일 방영된 영국 앤드루 왕자에게 엡스타인에게 성매매를 당했던 경험을 털어놓았고, 이는 앤드류 왕자에 대한 여론을 돌리는 데 도움이 되었다. 이후 그녀는 뉴욕 민사법원에 앤드류 왕자를 고소했다. 소송은 2022년 2월에 종결되었으며, 앤드류 왕자는 지우프레에게 공개되지 않은 금액을 지불하고 그녀의 자선 단체에 상당한 기부금을 기부했다.